# Hà Nhi
Trần Hà Nhi (sinh ngày 8 tháng 2 năm 1994 tại Nghệ An), thường được biết đến với nghệ danh Hà Nhi, là một nữ ca sĩ người Việt Nam. Cô bắt đầu được công chúng biết đến lần đầu tiên khi tham dự cuộc thi Vietnam Idol vào năm 2015.
Năm 2019, cùng với Tăng Phúc, cô đoạt giải quán quân của cuộc thi Ẩn số hoàn hảo do Đài Truyền hình Vĩnh Long tổ chức. Đến năm 2022, cô đoạt giải Làn Sóng Xanh cho hạng mục "Ca sĩ đột phá" sau ca khúc "Chưa quên người yêu cũ".

## Tiểu sử
Hà Nhi sinh ngày 8 tháng 2 năm 1994 tại huyện Quỳ Hợp, tỉnh Nghệ An. Cô xuất thân trong gia đình không có ai theo nghệ thuật và bản thân đã có sở thích ca hát từ nhỏ. Sau khi trưởng thành, cô chuyển vào thành phố Hồ Chí Minh để bắt đầu học tập, sinh sống và làm việc. Năm 2015, Hà Nhi đã tham gia cuộc thi Thần tượng âm nhạc Việt Nam và lọt vào top 4 chung cuộc. Tuy nhiên, đến năm 2017 sau khi tốt nghiệp ngành Kinh tế đối ngoại tại Đại học Ngoại thương Thành phố Hồ Chí Minh, cô đã không tiếp tục theo đuổi sự nghiệp nghệ thuật mà lựa chọn trở thành nhân viên văn phòng. Lúc này, có một quãng thời gian cô đã bị từ chối biểu diễn ở các phòng trà. Vào năm 2019, Hà Nhi trở lại showbiz Việt Nam thông qua việc đăng quang chương trình Ẩn số hoàn hảo trên THVL và bắt đầu sự nghiệp ca hát từ đây. Trên báo Tổ quốc, cô còn được ví von như ca sĩ "tri ân người yêu cũ".

## Sự nghiệp
Sau khi lọt vào top 4 chung cuộc của cuộc thi Thần tượng âm nhạc thì Hà Nhi chỉ đi biểu diễn tại các phòng trà, mặc dù cũng đã có nhiều lần bị từ chối. Đến năm 2019, cô mới quyết định quay trở lại showbiz thông qua chương trình Ẩn số hoàn hảo trên Đài truyền hình Vĩnh Long cùng với đồng đội là ca sĩ Tăng Phúc. Kết quả, cả hai đã trở thành quán quân của cuộc thi. Cùng thời điểm, nữ nghệ sĩ đã cho ra mắt bản cover ca khúc nhạc Hoa lời Việt "Từng cho nhau" và nhanh chóng thu về khoảng 20 triệu lượt xem trên YouTube. Sau sự thành công của "Từng cho nhau", Hà Nhi tiếp tục cover thêm nhiều ca khúc khác như "Dĩ vãng nhạt nhòa", "Tay trái chỉ trăng"... Sau hàng loạt các thành công nhất định, cô đã được nhiều trang báo tại Việt Nam ví như "ngôi sao phòng trà" từ thuở đầu là một ca sĩ xin hát miễn phí. Trong khoảng thời gian này, nữ nghệ sĩ cũng tham gia trong nhiều chương trình truyền hình như Ơn giời cậu đây rồi!, Nhanh như chớp... Năm 2021, Hà Nhi cho ra mắt album "Lâu phai" với tổng cộng 5 ca khúc nhạc ngoại lời Việt như: "Không nên thật lòng", "Đừng bỏ lỡ", "Chiếc lá mùa đông", "Những lời dối gian" và "Bước qua tổn thương dễ dàng". Trong đó, ca khúc "Không nên thật lòng" và "Đừng bỏ lỡ" do Hà Nhi tự sáng tác.
Trong năm 2022, Hà Nhi đã tiếp tục tham gia vào chương trình truyền hình Ca sĩ mặt nạ trong hình tượng Miêu Quý Tộc và tạo được tiếng vang lớn mặc dù không vào được sâu trong chương trình. Trong khoảng thời gian này, cô đã cho ra mắt thêm ba ca khúc "Chưa quên người yêu cũ", "Lâu lâu nhắc lại" và "Hồi kết". Cả ba ca khúc đều nằm trong dự án EP "Ex- LOVER" của cô với thông điệp "Những gì đã qua, chúng ta hãy luôn trân trọng, không cần phải cố quên, vì tất cả đều là kỷ niệm, là một phần của ký ức tuổi trẻ". Ngoài ra, ca khúc "Chưa quên người yêu cũ" còn là ca khúc giúp cho nữ ca sĩ thoát khỏi mác "ca sĩ cover". Cũng chính nhờ ca khúc này và "Lâu lâu nhắc lại", Hà Nhi đã giành lấy giải thưởng Làn Sóng Xanh cho hạng mục Ca sĩ đột phá của năm. Đến năm 2023, live concert đầu tiên của cô được tổ chức tại Đà Lạt với tên gọi "I See You" diễn ra vào ngày 14 tháng 4. Khi vé được mở bán sớm thì ngay lập tức hết chỉ sau đó khoảng vài giờ. Concernt được tổ chức như một cột mốc đánh dấu quan trọng trong sự nghiệp của Hà Nhi. Trong năm 2023, nữ ca sĩ cũng cho ra mắt thêm ca khúc mới có tên "Vì em chưa bao giờ khóc". Thêm vào đó, Hà Nhi - Quán quân Ẩn Số Hoàn Hảo sẽ hát ca khúc lồng tiếng của Wish - phim hoạt hình kỷ niệm 100 năm thành lập của Disney. Được biết, trong tác phẩm mới nhất - Wish, Hà Nhi sẽ góp giọng trong một bản nhạc ở cuối phim .

## Danh sách đĩa nhạc
| Năm  | Tên ca khúc                          | Loại  | Cùng với    |
| ---- | ------------------------------------ | ----- | ----------- |
| 2016 | Giấc mơ chỉ của một người            |       |             |
| 2016 | Chuyện tình hôm qua                  |       |             |
| 2017 | Only You                             |       |             |
| 2018 | Anh đã quên                          |       |             |
| 2019 | Chắc tôi phải quên người thôi        |       |             |
| 2019 | Mang Chủng                           |       |             |
| 2019 | Từng cho nhau                        |       |             |
| 2019 | Tự dưng nhớ anh                      |       | Mew Amazing |
| 2020 | Men say họa tình                     |       |             |
| 2020 | Yêu anh nên vậy thôi                 |       |             |
| 2020 | Đi qua thương nhớ                    |       |             |
| 2020 | Lặng                                 |       |             |
| 2020 | Hồi ức                               |       |             |
| 2020 | Khoảnh khắc mưa rơi                  |       |             |
| 2020 | Chạy vì trái tim                     |       |             |
| 2021 | Khi một ai không còn yêu thương ta   |       |             |
| 2021 | Thơm                                 |       | 24K.Right   |
| 2021 | Trống rỗng                           |       |             |
| 2021 | Không nên thật lòng                  | EP    | TiO         |
| 2021 | Đừng bỏ lỡ                           | EP    | TiO         |
| 2021 | Bước qua tổn thương có dễ dàng       | EP    | TiO         |
| 2021 | Những lời dối gian                   | EP    | TiO         |
| 2022 | Tay trái chỉ trăng tay phải uống trà |       |             |
| 2022 | Đâu cần phải xin lỗi                 |       |             |
| 2022 | Chưa quên người yêu cũ               | EP    |             |
| 2022 | Lâu lâu nhắc lại                     | EP    | Khói        |
| 2022 | Hồi kết                              | EP    |             |
| 2023 | Vì em chưa bao giờ khóc              | Album |             |
| 2023 | Ai Lau Đôi Mi Hoen                   | MV    |             |
| 2024 | Khước Từ                             | MV    | Anh Tú      |

## Chương trình truyền hình
| Năm  | Chương trình             | Kênh    | Vai trò    | Nguồn  |
| ---- | ------------------------ | ------- | ---------- | ------ |
| 2015 | Thần tượng âm nhạc mùa 6 | VTV3    | Thí sinh   |        |
| 2018 | Một trăm triệu một phút  | VTV3    | Người chơi |        |
| 2019 | Mình ăn trưa nhé         | HTV7    | Khách mời  |        |
| 2019 | Phản ứng bất ngờ         | HTV7    | Khách mời  |        |
| 2019 | Ẩn số hoàn hảo           | THVL    | Thí sinh   |        |
| 2019 | Sàn chiến giọng hát      | HTV7    | Người chơi |        |
| 2020 | Ngẫu hứng âm nhạc        | TodayTV | Khách mời  |        |
| 2022 | Sóng 22                  | HTV2    | Khách mời  |        |
| 2022 | Thời tới rồi             | HTV7    | Người chơi |        |
| 2022 | Ca sĩ mặt nạ mùa 1       | HTV2    | Thí sinh   |        |
| 2022 | Nhanh như chớp           | HTV7    | Người chơi |        |
| 2022 | Ơn giời cậu đây rồi      | VTV3    | Khách mời  | [ 18 ] |
| 2022 | 7 nụ cười Xuân           | HTV7    | Khách mời  | [ 19 ] |
| 2023 | Hát ca bồng bềnh         | VTV3    | Khách mời  | [ 20 ] |
| 2023 | Lạ lắm à nha             | HTV7    | Khách mời  | [ 21 ] |
| 2023 | Người ấy là ai mùa 5     | HTV2    | Khách mời  | [ 22 ] |
| 2023 | Ca sĩ mặt nạ mùa 2       | HTV2    | Khách mời  | [ 23 ] |
| 2024 | 2 ngày 1 đêm             | HTV7    | Khách mời  |        |

## Thành tích và giải thưởng

### Thành tích
- Top 4 chung cuộc Thần tượng Âm nhạc Việt Nam 2015.[5]
- Quán quân Ẩn số hoàn hảo 2019.[6]
- Đoạt cúp Ơn giời cậu đây rồi!.[18]

### Giải thưởng
| Năm  | Giải thưởng   | Hạng mục      | Đề cử cho | Kết quả   | Nguồn  |
| ---- | ------------- | ------------- | --------- | --------- | ------ |
| 2023 | Làn Sóng Xanh | Ca sĩ đột phá | Bản thân  | Đoạt giải | [ 15 ] |